# 二樓後座
《二樓後座》是香港搖滾樂隊Beyond發行第十张粵語专辑。《二樓後座》是Beyond三人時期的第一張粵語專輯。
自1993年6月30日主音黃家駒逝世後，由黃家強和黃貫中擔任主音。三子雖然嘗試在唱片延續四子時代的曲風，但由於過往唱片的大部分歌曲都是由黃家駒創作，因此這唱片未能完全地延續過往的曲風。
這唱片充滿著懷念黃家駒的感覺，其中《遙遠的Paradise》、《祝您愉快》、《We Don't Wanna Make It Without You》都是懷念黃家駒之作。而《總有愛》則是以一個輕快的伴奏，唱出對樂迷的感激和四子手足之情。在這唱片，黃家強和黃貫中都以一個和以往不同的唱腔主唱。此外，這張唱片也有一些試驗之作，例如《冷雨沒暫停》是Beyond第一首使用迷幻電子音樂作背景。
綜合以上所述，這唱片除了是懷念黃家駒外，也為歌迷帶來了一個耳目一新的感覺。

## 名字起源
二樓後座是指Beyond在旺角洗衣街215號Band房進行創作及彩排的單位，源於成员葉世榮的家庭物業。

## 曲目
| 次序 | 歌名                                                    | 填詞   | 作曲                 | 主唱   |
| ---- | ------------------------------------------------------- | ------ | -------------------- | ------ |
| 1.   | 超級武器 (Super Weapons)                                | 葉世榮 | 黃家強               | 黃家強 |
| 2.   | 總有愛 (There Is Always Love)                           | 黃家強 | 黃家強               | Beyond |
| 3.   | 醒你 (Wake Up)                                          | 林振強 | 黃家強/黃貫中/葉世榮 | 黃家強 |
| 4.   | 遙遠的Paradise (Paradise)                               | 黃貫中 | 黃貫中               | 黃貫中 |
| 5.   | We Don't Wanna Make It Without You                      | 黃貫中 | 黃貫中               | Beyond |
| 6.   | 傷口 (The Wound)                                        | 黃家強 | 黃家強               | 黃家強 |
| 7.   | 打救你 (To Save You)                                    | 劉卓輝 | 黃家強/黃貫中        | 黃家強 |
| 8.   | 仍然是要闖 (Hold My Own Future)                         | 劉卓輝 | 黃家強               | 黃家強 |
| 9.   | 冷雨沒暫停 (Dancing In The Rain)                        | 黃貫中 | 黃貫中               | 黃貫中 |
| 10.  | 愛得太錯 (Loving You, So Wrong)                         | 黃貫中 | 黃貫中               | 黃貫中 |
| 11.  | 祝您愉快 （页面存档备份，存于） (Wishing You Happiness) | 黃家強 | 黃家強               | 黃家強 |

## 獎項
- 1994年度新城勁爆頒獎禮得獎名單

- 「香港勁爆搖滾歌曲」：《醒你》